# ヒギリ

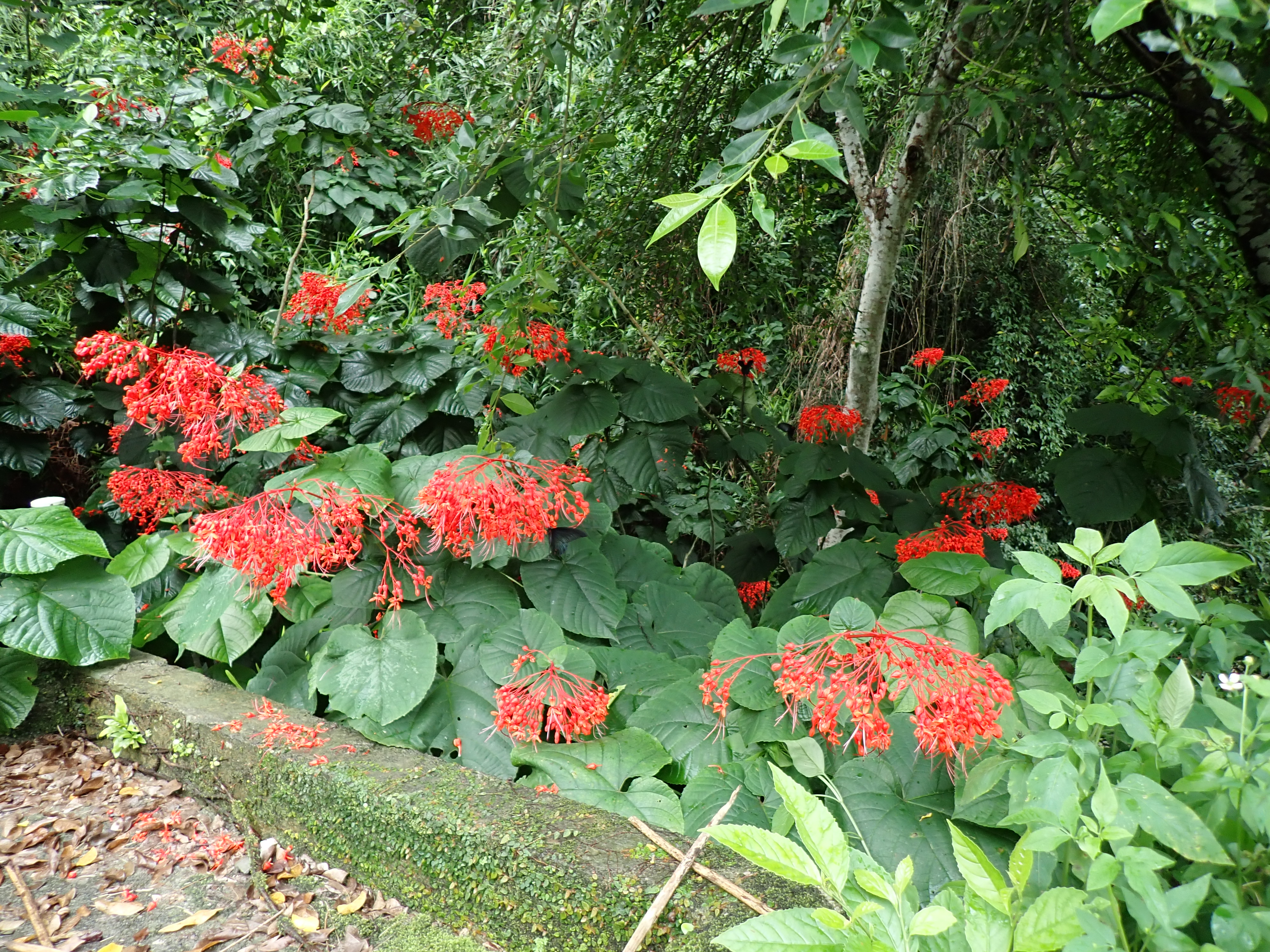
野生化したヒギリ
（沖縄県大宜味村 2024年6月）

ヒギリ（緋桐、学名: Clerodendrum japonicum） はシソ科クサギ属の低木。原産地はインドなどの熱帯アジア。花が赤くて美しいことから古くから栽培されてきた。和名は緋桐で、別名にトウギリ（唐桐）がある。中国名は、赬桐。

## 特徴
落葉性の小低木。背丈は1メートル (m) 程度になる。葉は対生で長い葉柄があり、葉身は卵円形で先端が尖り、基部は心臓形となり、その形はキリに似る。葉の長さは17 - 30センチメートル (cm) で縁には細かい鋸歯が並び、葉表は深緑色で裏面には黄色い短い腺毛を密生する。
花期は夏から秋で、枝先に大きな円錐花序を伸ばし、赤い花を多数つける。花序は長さ30 - 50 cmになるが、その花軸から花柄、萼や花冠と全てが赤い。萼は卵円形で5裂し、花冠と同じ赤色。花筒は長さ2 cm、先端は5裂して平らに開き、やはり真っ赤。雄蘂は4本、柱頭と共に花筒から突き出し、伸びて先端が上を向く。

## 分布
原産地はインド、東南アジア。中国南部からインド北部にかけて自生している。日本では南西諸島に植栽され、時に野生化してみられる。

## 利用
古くから栽培され、暖地では庭園に植えられることもある。日本への渡来は古く、『花壇地錦抄』(1695年）に出ている。恐らくその渡来は延宝年間（1673 - 1681年)と言われる。耐寒性は強くないので栽培は暖地に限られるものの、東京でも暖かい場所では藁囲い程度で冬越し出来る例もある。沖縄では、庭園や並木にも使われている。
繁殖には根伏せが利用出来る。根を20 cm程度切り取って土をかけておくと発根し芽が出る。これは自然な状態でも起きるもので、暖地では親株の周囲に伸びた根から不定芽が生じて集団を作るのが見られるという。